# Consumptief krediet
Consumptief krediet, consumentenkrediet of goederenkrediet is een bankterm voor kredietvormen die worden gebruikt voor de aanschaf van goederen met beperkte houdbaarheid. De belangrijkste vormen van consumptief krediet zijn:
- Persoonlijke lening
- Doorlopend krediet
- Rood staan op je betaalrekening
- Koop op afbetaling
- Huurkoop

Artikelen die vaak met consumptief krediet worden gefinancierd zijn auto's, wit- en bruingoed, maar ook reizen.
De tegenhanger voor consumptief krediet is het hypothecair krediet, dat wordt gebruikt voor de aanschaf van duurzame zaken zoals onroerend goed.